# Eufaula (Oklahoma)
Eufaula es una ciudad ubicada en el condado de McIntosh en el estado estadounidense de Oklahoma. En el año 2010 tenía una población de 	2813 habitantes y una densidad poblacional de 112,97 personas por km².

## Geografía
Eufaula se encuentra ubicada en las coordenadas 35°17′31″N 95°35′12″O / 35.29194, -95.58667 (35.291895, -95.586528).

## Demografía
Según la Oficina del Censo en 2000 los ingresos medios por hogar en la localidad eran de $20,547 y los ingresos medios por familia eran $28,871. Los hombres tenían unos ingresos medios de $25,673 frente a los $19,405 para las mujeres. La renta per cápita para la localidad era de $15,521. Alrededor del 27.6% de la población estaban por debajo del umbral de pobreza.